# استنسبی
استنسبی (به دانمارکی: Stenseby) یک منطقهٔ مسکونی در دانمارک است که در شهرداری منطقه‌ای بورنهلم واقع شده‌است.